# Katarina Chrifi
Anna Katarina Marianne Chrifi, ursprungligen Arfwidsson, född 3 april 1973, är en svensk före detta handbollsspelare (högernia/högersexa).

## Klubbkarriär
Katarina Chrifi, då med efternamnet Arfwidsson, började spela handboll i Västerhaninge IF (och sedermera Haninge HK) när hon var cirka sju år gammal. Hon växte upp i Västerhaninge söder om Stockholm. Chrifi spelade i Stockholmspolisens IF i elitserien under 1990-talet men då i huvudsak som högersexa. Hon sysslade också med utförsåkning och spelade tennis, men satsade mer helhjärtat på handboll efter landslagsdebuten. Hon placerade sig aldrig högt i skytteligan under 1990-talet förrän säsongen 1996/1997 då hon blev tvåa. Chrifi spelade även året 1997/1998 i Stockholmspolisen men bytte sedan klubb till Skuru IK. Då var hon en etablerad landslagsspelare och en av Skurus viktigaste spelare då man vann tre SM-guld; 2001, 2004 och 2005. Hon funderade på att bli proffs men stannade i Sverige för att en proffskarriär inte gick att kombinera med arbete, familj och barn. Hon födde sitt andra barn 2005 men gjorde comeback igen och spelade ännu ett år för Skuru.

## Landslagskarriär
Katarina Chrifis landslagsdebut skedde den 25 oktober 1996 mot Danmark i Kolding, och blev en svensk förlust 19–24. Matchen ingick i "Metal Cup". Hon spelade också mot Rumänien och Slovakien i denna turnering, då som högersexa. Hon etablerade sig mer fast i landslaget som högernia året efteråt. 2001 utsågs hon till Årets handbollsspelare i Sverige.
Chrifi spelade 132 landskamper och gjorde 493 mål för Sveriges landslag mellan åren 1996 och 2007. Hon är Stor tjej. Hon deltog vid flera mästerskap: VM 2001 i Italien, EM 2004 i Ungern och EM 2006 i Sverige. Hon missade EM 2002 då hon väntade barn. Sista landskampen spelade hon i ett VM-kval 2007 mot Rumänien i Valcea. Matchen slutade 24–24 och innebar att Sverige inte kvalificerade till VM 2007.

## Meriter
- Tre SM-guld (2001, 2004 och 2005) med Skuru IK[3][4]